# Shire of Manjimup
Shire of Manjimup is een Local Government Area (LGA) in de regio South West in West-Australië. Shire of Manjimup telde 9.093 inwoners in 2021. De hoofdplaats is Manjimup.

## Geschiedenis
Op 26 juni 1908 werd het 'Warren Road District' opgericht en op 23 januari 1925 tot het 'Manjimup Road District' hernoemd.
Ten gevolge de 'Local Government Act' van 1960 veranderde het district weer van naam en werd op 23 juni 1961 de 'Shire of Manjimup'.

## Beschrijving
De 'Shire of Manjimup' is meer dan 7.000 km² groot. Ongeveer 85% van die oppervlakte wordt beschermd in nationale parken, staatsbossen en natuurreservaten. De regio staat bekend voor zijn karri- en jarrahbossen. Het Bibbulmunwandelpad  en de Munda Biddi Trail lopen door het district.
Het district ligt in de regio South West, ongeveer 320 kilometer ten zuiden van de West-Australische hoofdstad Perth. Er ligt 512 kilometer verharde en 900 kilometer onverharde weg.
De belangrijkste economische sectoren van het district zijn de houtindustrie, de landbouw en het toerisme.
Het district telde 9.093 inwoners in 2021. Minder dan 5% van de bevolking is van inheemse afkomst.

### Wards
Het district is in zes wards verdeeld:
- Central Ward
- Coastal Ward
- East Ward
- North Ward
- South Ward
- West Ward

## Plaatsen, dorpen en lokaliteiten
| Central - Manjimup - Deanmill | Coastal - Boorara Brook - Crowea - Meerup - Northcliffe - Shannon - Windy Harbour | East - Dingup - Lake Muir - Middlesex - Mordalup - Perup - Quinninup - Smith Brook - Upper Warren | North - Balbarrup - Dixvale - Glenoran - Linfarne - Palgarup - Ringbark - Wilgarrup - Yanmah | South - Broke - North Walpole - Walpole | West - Beedelup - Callcup - Channybearup - Collins - Diamond Tree - Eastbrook - Jardee - Pemberton - Yeagarup |